# Wilhelm I Gonzaga
Wilhelm I Gonzaga, właściwie: Guglielmo I Gonzaga (ur. 24 kwietnia 1538 w Mantui, zm. 14 sierpnia 1587 w Goito) - książę Mantui i władca Montferratu (jako Wilhelm X najpierw markiz, potem książę) w latach 1550–1587.
Był drugim synem Fryderyka II i Małgorzaty Paleologiny z Montferratu. Został księciem po śmierci swojego starszego brata - Franciszka III. W 1574 Montferrat stał się księstwem i Wilhelm został jego pierwszym księciem.
26 kwietnia 1561 w Mantui poślubił Eleonorę Habsburżankę, szóstą córkę cesarza rzymskiego Ferdynanda I i Anny Jagiellonki. Para miała troje dzieci: 
- Wincentego I Gonzagę, księcia Mantui (1562–1612),
- Małgorzatę Gonzagę (1564–1618), żonę Alfonsa II d’Este,
- Annę Katarzynę Gonzagę (1566–1621),

Wilhelm cierpiał na podagrę, a zmarł w 1587, w wieku 49 lat na malarię.